# Torsten Wickbom
Torsten Wickbom, född den 30 juli 1915 i Multrå i Ångermanland, död den 14 september 2010, fil. dr., lärare, rektor och sexualupplysare. Han skrev på 1950-talet – delvis tillsammans med Lis Asklund – de första läroböckerna för sexualkunskap i svenska skolor. Hade också tidigt föredrag om sexualkunskap i svensk radio. Under 1960-talet och 1970-talet var han rektor för läroverket i Katrineholm och från starten 1974 rektor vid den nya Duveholmsskolan, som formellt dock invigdes först 1975 av Göran Persson.
Torsten Wickbom undervisade i naturvetenskapliga ämnen samt i samhällskunskap (med inriktning mot ekonomisk geografi).